# Associação de Judeus Nacionais Alemães
A Associação de Judeus Nacionais Alemães (em alemão: Verband nationaldeutscher Juden) foi uma associação judaica alemã durante a República de Weimar e os primeiros anos da Alemanha nazista que eventualmente se manifestou em apoio a Adolf Hitler.

## História
A Associação de Judeus Nacionais Alemães foi criada em 1921 por Max Naumann, que foi seu presidente até 1926 e de novo de 1933 a 1935, quando a associação foi dissolvida. A associação era próxima do Partido Nacional Popular Nacional Alemão conservador e monarquista nacional que, no entanto, recusou afiliação à Associação.
O objetivo da Associação era a assimilação total dos judeus no Volksgemeinschaftalemão, auto-erradicação da identidade judaica, e a expulsão da Alemanha de imigrantes judeus da Europa Oriental. Naumann foi especialmente contra os sionistas e judeus do Leste Europeu. Ele considerou o primeiro uma ameaça à integração judaica e portadores de uma ideologia "racista" que serve aos propósitos imperiais britânicos. Ele via o último como racial e espiritualmente inferior.
O órgão oficial da associação foi o mensal Der nationaldeutsche Jude editado por Max Naumann. A revista teve uma circulação de 6.000 em 1927.
Entre as atividades da Associação estava a luta contra o boicote judaico aos bens alemães.
Uma possível razão pela qual alguns judeus alemães apoiaram Hitler pode ter sido que eles pensaram que seu antissemitismo era apenas com o propósito de "agitar as massas".
O fato aparentemente irônico de que uma associação judaica defendia a lealdade ao programa nazista deu origem a uma piada contemporânea sobre Naumann e seus seguidores terminando seu encontro dando saudações nazistas e gritando "Abaixo nós!".
Apesar do patriotismo extremo de Naumann e seus colegas, o governo alemão não aceitou seu objetivo de assimilação. A Associação de Judeus Nacionais Alemães foi declarada ilegal e dissolvida em 18 de novembro de 1935. Naumann foi preso pela Gestapo no mesmo dia e preso no campo de concentração de Columbia. Ele foi solto após algumas semanas, e morreu de câncer em maio de 1939.